# Hiva Oa (isla)
Hiva Oa (en marquesano del sur: Hiva’oa; también llamada antes Hiwaoa, Ohiwaoa, o La Dominica) es una isla de las Marquesas, en la Polinesia Francesa. Es la más grande del grupo sur del archipiélago con 316 km².

## Historia

### Pre-europea
Existen numerosos restos arqueológicos que hacen pensar que la isla estaba densamente poblada en la época pre-europea. Al parecer, los primeros pobladores polinesios eran habitantes de cuevas (en las que las "cuevas" no son más que profundos salientes de roca), como han demostrado las excavaciones realizadas en la década de 1970 en las cuevas de Hanapeteo, en la costa norte de Hiva Oa. Subsistían principalmente de la pesca. Se dispone de fechas de radiocarbono de la cueva habitada de Hanatukua. La fecha más antigua indica el año 698 d. C. (±90 años).
En los siglos siguientes, como en el resto de las Islas Marquesas, surgieron sociedades tribales estrictamente estratificadas. Inicialmente, se asentaron las zonas cercanas a la playa con acceso a la importante fuente de alimentos, el océano. A medida que la población crecía, los clanes ocupaban los valles separados por escarpadas crestas rocosas y se acumulaban en torno a un centro ceremonial y de poder político llamado tohua. Tohua era un lugar rectangular destinado a festivales y reuniones ceremoniales, rodeado de forma escalonada por varias plataformas de piedra. Las plataformas, de tamaño e importancia variables, eran tanto plataformas de templo (ma'ae) como plataformas residenciales (paepae) para los rangos nobles y sacerdotales más altos, así como plataformas de asiento para los jefes (un tipo de trono). Para alimentar a la creciente población, se dispusieron campos en terrazas para el cultivo húmedo del taro (similar al cultivo húmedo del arroz en Asia).
Las tribus de la isla estaban en constante estado de guerra ritualizada. Se trataba sobre todo de escaramuzas menores que, como dijo Jacques-Antoine Moerenhout en 1831, "a menudo sólo servían para procurar los sacrificios humanos y las ofrendas de batalla para los festines caníbales". El gran número de fuertes en las colinas de Hiva Oa sugiere una sociedad guerrera. Los baluartes se construían en crestas rocosas estratégicamente situadas y de difícil acceso, y consistían en un sistema de plataformas de piedra y tierra, fosos de hasta 3 m de profundidad y pontones dotados de empalizadas. Los restos de estas fortificaciones pueden verse todavía hoy en el valle de Tahauku, no lejos de Atuona, y en el valle de Hanapeteo, en la costa norte.

### Exploración y Colonización Europea
Hiva Oa fue descubierta por Álvaro de Mendaña y Neira en 1595, que la llamó Dominica en honor a Santo Domingo. Sin embargo, el intento de colonización tropezó con la feroz resistencia de los belicosos habitantes. Finalmente abandonó sus planes y dejó Hiva Oa el 5 de agosto de 1595. Hasta el siglo XIX fue poco frecuentada por los navegantes debido a la población beligerante y agresiva. 
En su segundo viaje al Pacífico, el contralmirante francés Abel Aubert Du Petit-Thouars tomó posesión de las Marquesas para Francia. El jefe Iotete, aunque sólo es uno de los varios señores tribales de la vecina isla de Tahuata, aceptó la anexión francesa para el grupo sur de las Marquesas y, por tanto, también para Hiva Oa mediante un tratado el 1 de mayo de 1842. 
Sin embargo, la resistencia a la soberanía francesa continuó, especialmente en Hiva Oa. No fue hasta 1880 cuando Abel Bergasse Dupetit-Thouars, hijo adoptivo de Abel Aubert Du Petit-Thouars, consiguió desarmar a las tribus y eliminar por la fuerza la última resistencia. Las Marquesas se convirtieron en una colonia francesa.

### SigloXX

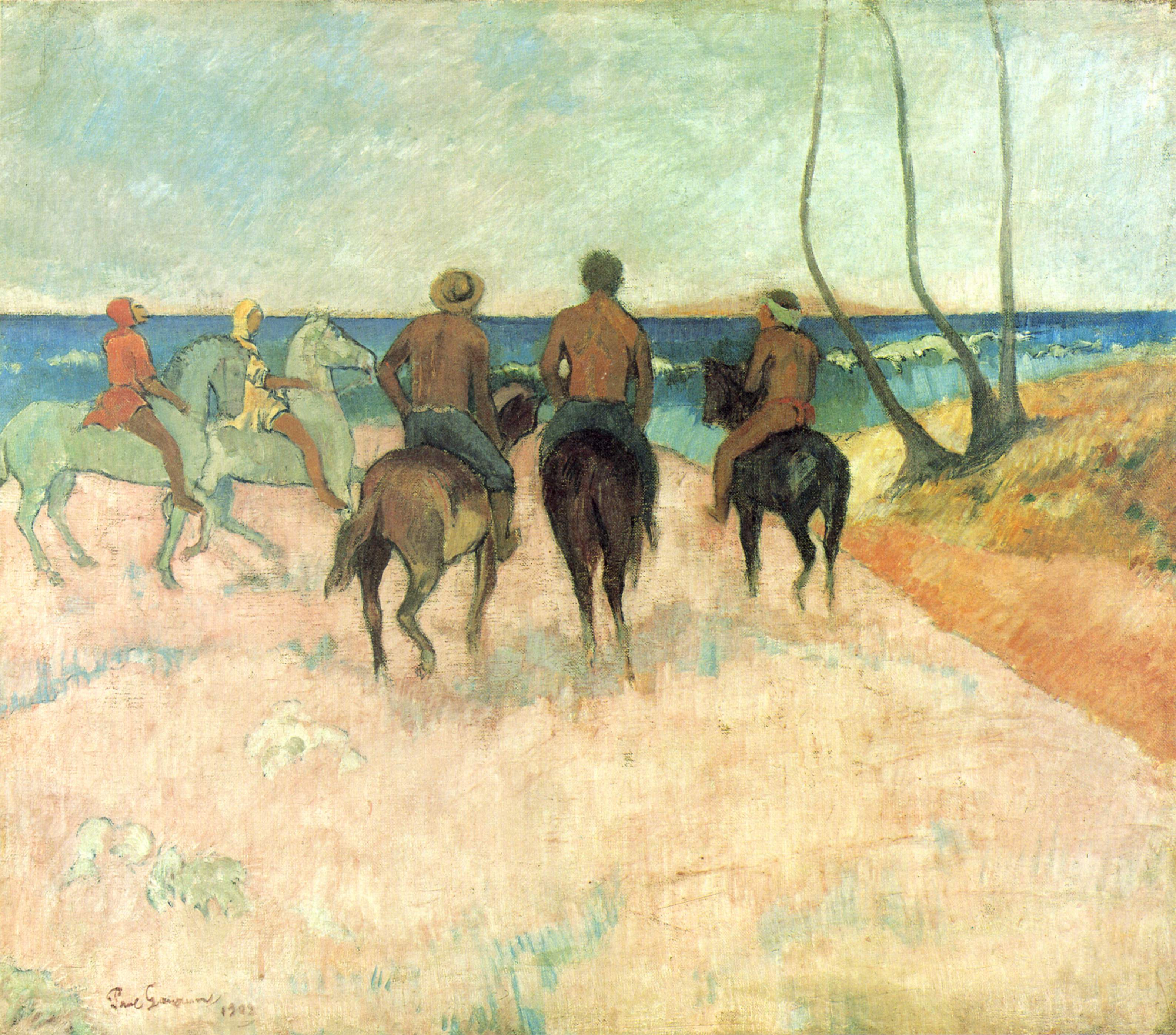
Jinetes en la playa. Hecha en Hiva'oa en 1902

El pintor Paul Gauguin decide entonces establecerse definitivamente en las Islas Marquesas para volver a encontrar la inspiración. En 1901, llega a Atuona (en la isla de  Hiva-Oa ), en las Islas Marquesas. Cree estar en el paraíso. Pronto se dará cuenta de su error al conocer los abusos cometidos por las autoridades y al tratar de defender a los indígenas. Se dedicó a realizar esculturas "primitivas" (principalmente tallas y bajorrelieves en madera). Débil, cansado de luchar, muere el 9 de mayo de 1903.Atuona dispone de un museo dedicado a Gauguin con copias de sus obras, la reconstrucción de su casa y una reproducción de la escultura de bronce Oviri. 
Entre 1904 y 1940 Atuona fue la sede de la administración francesa de las Marquesas, y sede del obispado entre 1893 y 1961. 
Otro europeo famoso que se instaló en Hiva Oa en 1976 fue el cantante belga Jacques Brel. Era muy popular entre los isleños, ya que de vez en cuando realizaba vuelos en ambulancia a Tahití en su avión bimotor. En 1977 y 1978 regresó a Francia para someterse a un tratamiento tumoral y murió el 9 de octubre de 1978 en un hospital de Bobigny. Su tumba también se encuentra en el cementerio de Atuona. 

### Cementerio del Calvario
El cementerio del Calvario, donde están enterrados Gauguin y Brel, se ha convertido en un lugar de peregrinaje turístico.

## Geografía

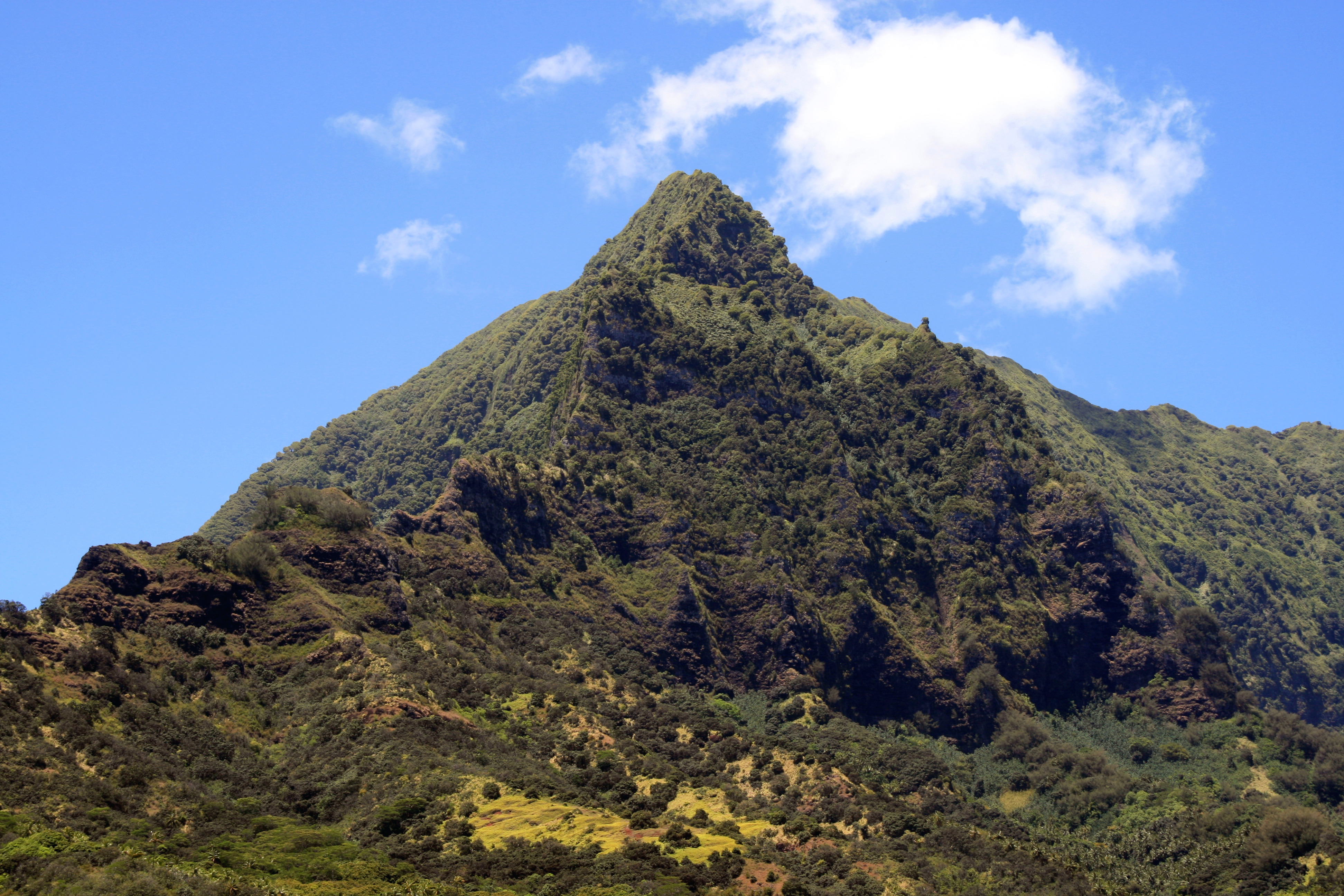
Monte Temetiu, Hiva Oa, Islas Marquesas

El nombre Hiva Oa en marquesano significa ‘la larga cresta’. La isla es montañosa y alargada, con 40 km de largo y 10 km de ancho, y 320 km² de superficie total, siendo la segunda en extensión de todas las islas Marquesas. La población era de 2015 habitantes en el censo del 2002. 
Con forma de caballito de mar, esta isla  está atravesada de suroeste a noreste por una escarpada cordillera que forma una cuenca hidrográfica. Las aguas que fluyen han esculpido profundas gargantas separadas por escarpadas crestas rocosas. 
La costa, muy accidentada, sobre todo en el norte, no está protegida por un arrecife, por lo que el fuerte oleaje llega directamente a las zonas costeras. La isla se eleva directamente en picado desde el mar, las llanuras costeras son sólo estrechas y se limitan a las bocas de los valles, donde también se encuentran los asentamientos. Las relativamente escasas, y a menudo pequeñas, playas consisten en una arena volcánica de color negro-grisáceo.
La costa sur está dominada por la gran bahía de Taaoa (nombre francés: Baie des traîtres = Bahía de los Traidores), de unos 10 km de diámetro. En la bahía se encuentra el pequeño islote rocoso de Motu Hanakee, con escasa vegetación, que marca la entrada a Baie d'Atuona, (también llamada bahía de Vevau). En el extremo occidental de la bahía se encuentra la montaña más alta de la isla, el Monte Temetiu, con 1190 metros.

### Geología
La isla es de origen volcánico. Geológicamente, Hiva Oa pertenece a la "cadena volcánica lineal de las Marquesas", que se formó a partir de un punto caliente de la Placa del Pacífico y que se desplaza hacia el ONO a un ritmo de 103 a 118 mm. al año. Las rocas magmáticas de la isla tienen entre 1,63 y 4,26 mill. de años, pero la actividad volcánica aún no se ha extinguido del todo. No muy lejos de la carretera de Atuona a Taaoa, más al oeste, se pueden ver algunas ollas de barro y pequeñas solfataras.

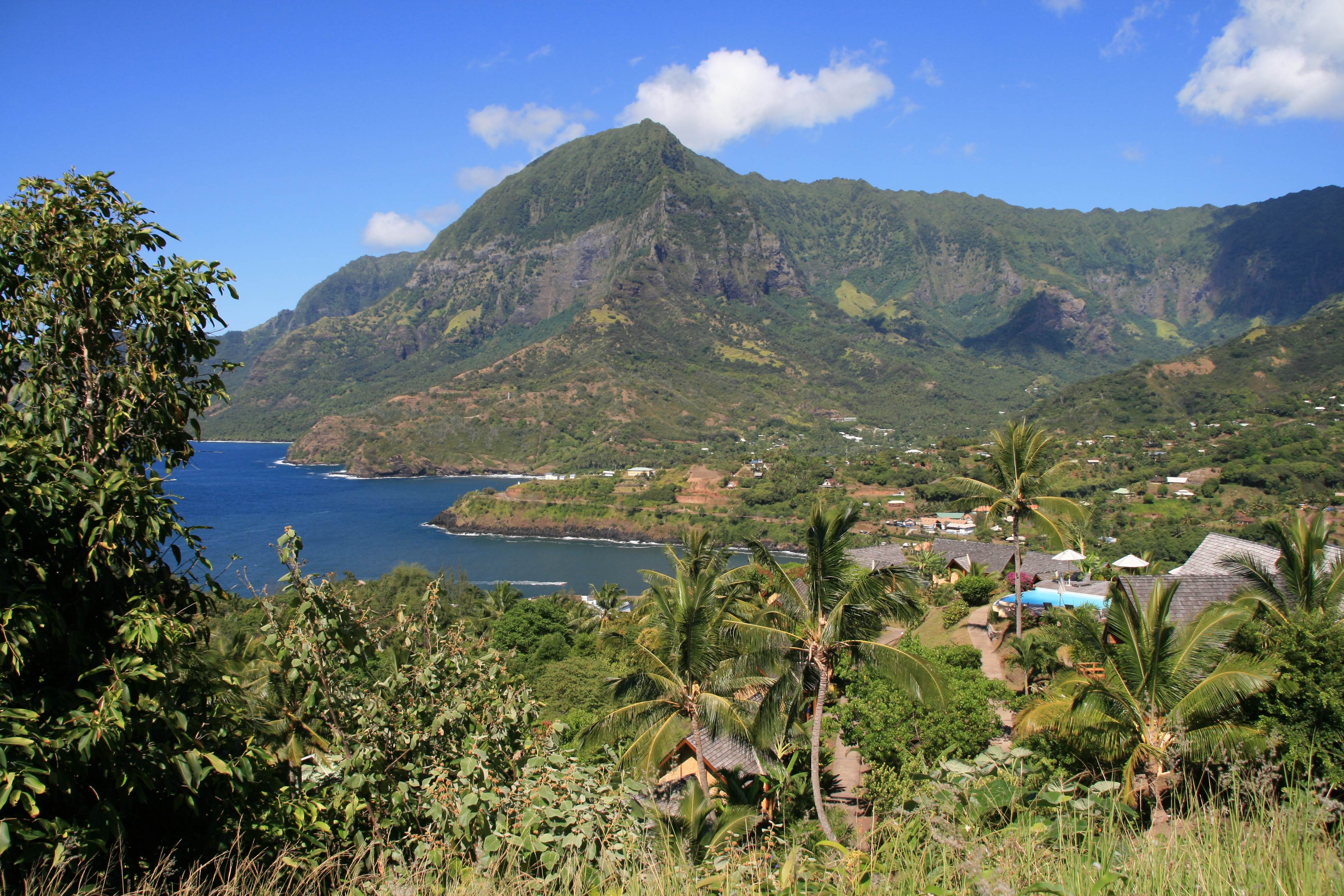
Vista de Atuona, el pueblo principal de Hiva-Oa, Isla de las Marquesas, Polinesia Francesa.

### Clima
Hiva Oa se encuentra en el cinturón tropical de la tierra, el clima es cálido y húmedo, pero las temperaturas en las regiones costeras son moderadas por los vientos que soplan constantemente. La temperatura media en Atuona es de unos agradables 26 °C y varía poco durante el año. La precipitación anual es de una media de 1.408 mm (a modo de comparación: Colonia alrededor de 800 mm). Los meses más lluviosos son mayo y junio, y los relativamente secos son septiembre, octubre y noviembre.
| Parámetros climáticos promedio de Hiva-oa (1981–2010) | Parámetros climáticos promedio de Hiva-oa (1981–2010) | Parámetros climáticos promedio de Hiva-oa (1981–2010) | Parámetros climáticos promedio de Hiva-oa (1981–2010) | Parámetros climáticos promedio de Hiva-oa (1981–2010) | Parámetros climáticos promedio de Hiva-oa (1981–2010) | Parámetros climáticos promedio de Hiva-oa (1981–2010) | Parámetros climáticos promedio de Hiva-oa (1981–2010) | Parámetros climáticos promedio de Hiva-oa (1981–2010) | Parámetros climáticos promedio de Hiva-oa (1981–2010) | Parámetros climáticos promedio de Hiva-oa (1981–2010) | Parámetros climáticos promedio de Hiva-oa (1981–2010) | Parámetros climáticos promedio de Hiva-oa (1981–2010) | Parámetros climáticos promedio de Hiva-oa (1981–2010) |
| Mes                                                   | Ene.                                                  | Feb.                                                  | Mar.                                                  | Abr.                                                  | May.                                                  | Jun.                                                  | Jul.                                                  | Ago.                                                  | Sep.                                                  | Oct.                                                  | Nov.                                                  | Dic.                                                  | Anual                                                 |
| ----------------------------------------------------- | ----------------------------------------------------- | ----------------------------------------------------- | ----------------------------------------------------- | ----------------------------------------------------- | ----------------------------------------------------- | ----------------------------------------------------- | ----------------------------------------------------- | ----------------------------------------------------- | ----------------------------------------------------- | ----------------------------------------------------- | ----------------------------------------------------- | ----------------------------------------------------- | ----------------------------------------------------- |
| Temp. máx. abs. (°C)                                  | 35.3                                                  | 35.0                                                  | 35.0                                                  | 35.0                                                  | 34.7                                                  | 33.8                                                  | 33.0                                                  | 32.6                                                  | 34.2                                                  | 34.7                                                  | 35.0                                                  | 36.1                                                  | 36.1                                                  |
| Temp. máx. media (°C)                                 | 31.0                                                  | 31.3                                                  | 31.4                                                  | 31.0                                                  | 30.5                                                  | 29.5                                                  | 29.0                                                  | 29.0                                                  | 29.5                                                  | 30.2                                                  | 30.8                                                  | 31.1                                                  | 30.4                                                  |
| Temp. media (°C)                                      | 27.1                                                  | 27.4                                                  | 27.6                                                  | 27.4                                                  | 27.0                                                  | 26.3                                                  | 25.8                                                  | 25.7                                                  | 26.1                                                  | 26.4                                                  | 26.8                                                  | 27.1                                                  | 26.7                                                  |
| Temp. mín. media (°C)                                 | 23.2                                                  | 23.5                                                  | 23.8                                                  | 23.9                                                  | 23.5                                                  | 23.1                                                  | 22.6                                                  | 22.5                                                  | 22.6                                                  | 22.6                                                  | 22.8                                                  | 23.1                                                  | 23.1                                                  |
| Temp. mín. abs. (°C)                                  | 19.2                                                  | 18.3                                                  | 19.9                                                  | 19.8                                                  | 19.2                                                  | 18.5                                                  | 17.7                                                  | 16.8                                                  | 18.0                                                  | 18.0                                                  | 16.8                                                  | 17.5                                                  | 16.8                                                  |
| Lluvias (mm)                                          | 170.0                                                 | 163.2                                                 | 196.7                                                 | 191.3                                                 | 167.6                                                 | 156.3                                                 | 162.4                                                 | 138.1                                                 | 79.0                                                  | 91.9                                                  | 94.7                                                  | 88.2                                                  | 1699.4                                                |
| Días de lluvias (≥ 1 mm)                              | 13.7                                                  | 14.0                                                  | 16.0                                                  | 15.0                                                  | 14.9                                                  | 15.4                                                  | 17.1                                                  | 15.0                                                  | 11.9                                                  | 11.9                                                  | 11.6                                                  | 10.5                                                  | 167                                                   |
| Horas de sol                                          | 211.1                                                 | 200.3                                                 | 201.7                                                 | 193.6                                                 | 199.8                                                 | 179.5                                                 | 172.5                                                 | 185.4                                                 | 195.5                                                 | 218.7                                                 | 212.2                                                 | 229.2                                                 | 2399.3                                                |
| Fuente: Météo-France                                  |                                                       |                                                       |                                                       |                                                       |                                                       |                                                       |                                                       |                                                       |                                                       |                                                       |                                                       |                                                       |                                                       |

### Flora
Al igual que Nuku Hiva, Hiva Oa, como segunda isla más grande del archipiélago, tiene una biodiversidad relativamente alta para las islas del Pacífico Sur. Se han identificado 205 plantas autóctonas -24 de ellas endémicas- y 178 especies exóticas. Entre las especies autóctonas más ricas y extendidas en la isla se encuentran los helechos con un elevado número de especies endémicas. Cubren amplias zonas de las incisiones inaccesibles, húmedas y sombrías del valle. Entre las idiocorofitas (especies autóctonas antiguas) se encuentran probablemente el cocotero y el árbol de tornillo, muy extendidos en las tierras bajas.
En las regiones bajas y medias predominan las antropochorofitas, como los árboles del pan y el castaño de Tahití (Inocarpus edulis), ya introducidos por los colonos polinesios. Una amenaza para las comunidades de plantas autóctonas podría ser el bambú, que no es originario de la isla y que ya ha formado extensas arboledas en algunos lugares.

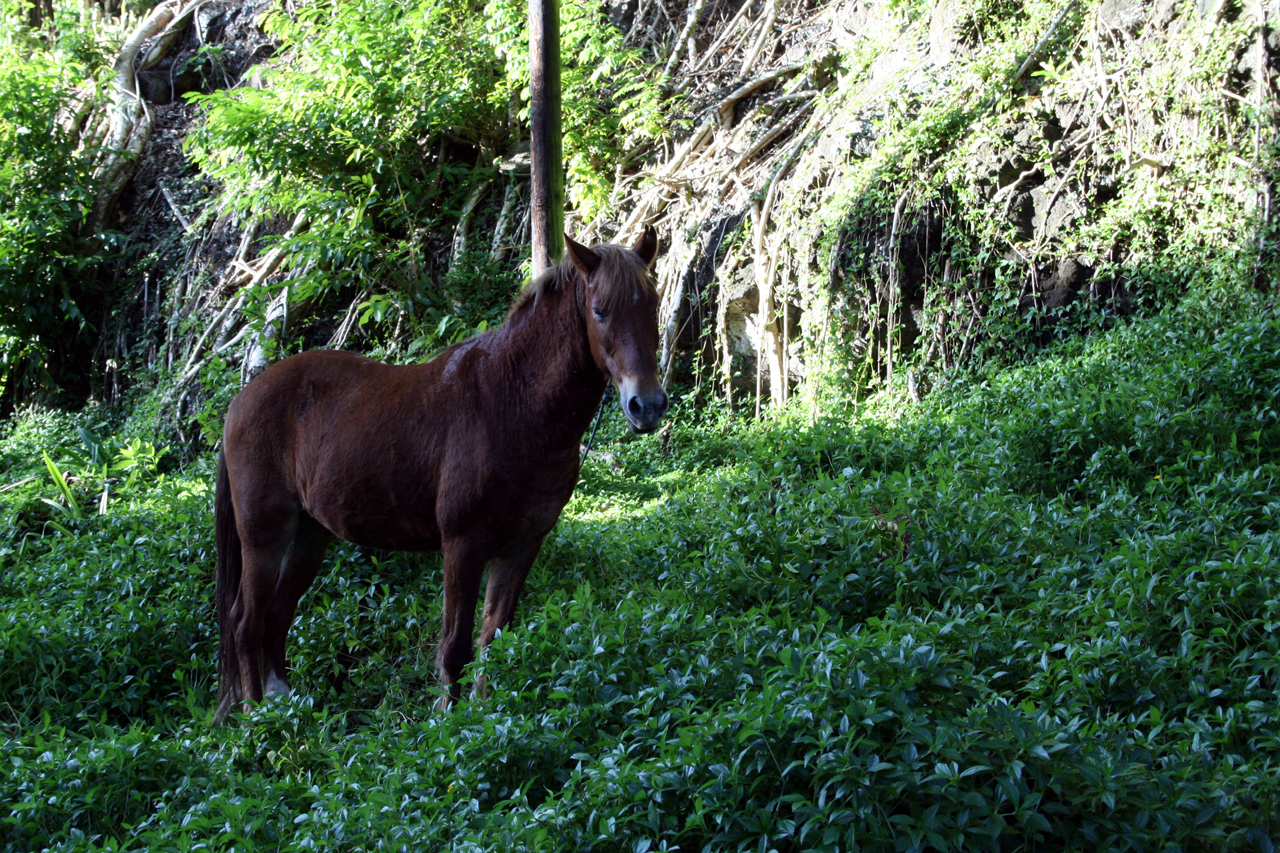
Caballo de las Islas Marquesas en Hiva Oa

En las zonas más altas e inaccesibles de la isla, los hábitats naturales siguen casi inalterados. El norte, a la sombra del viento y la lluvia de las montañas, es en gran parte árido.

### Fauna
La fauna de las Islas Marquesas es pobre en especies y se limita a aves terrestres y marinas, insectos, reptiles, mariposas y arañas. La curruca de las Marquesas (Acrocephalus mendanae mendanae) es endémica de Hiva Oa y de la isla vecina de Tahuata. No hay animales que sean peligrosos para el ser humano. Las "moscas nono", un tipo de mosca negra, que se dan en el interior, son extremadamente desagradables.

## Política y gobierno
En la actualidad, la isla forma parte políticamente de la Polinesia Francesa (Pays d'outre-mer) y, por tanto, está afiliada a la Unión Europea. Está administrada por una subdivisión (Subdivision administrative des Îles Marquises) del Alto Comisariado de la República en Polinesia Francesa (Haut-commissariat de la République en Polynésie française) con sede en Papeete. Hiva Oa forma un municipio independiente (Commune de Hiva Oa) con los dos submunicipios (communes associées) Atuona y Puamau. El municipio político de Hiva Oa tiene 2.447 habitantes, la densidad de población es de unos 6 habitantes/km².
La principal ciudad y sede del gobierno local es el pueblo de Atuona, en el sur de la isla, otros asentamientos son: Puamau, Taaoa (Taahoa), Hanapaoa y Hanaiapa.

## Demografía
Hiva Oa es la isla más poblada del archipiélago de las Marquesas del Sur, y la segunda más poblada del archipiélago después de Nuku Hiva. En 2012, tenía una población de 2.447 habitantes, de los cuales 1.845 en la comuna asociada de Atuona y 345 en Puamau.
Los habitantes hablan la lengua marquesana del sur y el francés (única lengua oficial en toda Francia).

### Religión
La mayor parte de la población de la isla profesa el cristianismo esto como consecuencia de la actividad de misioneros tanto católicos como de diversos grupos protestantes. La Iglesia católica controla 6 edificios religiosos en la Isla, incluyendo la Iglesia de la Inmaculada Concepción (Église de l’Immaculée Conception) en Atuona (la capital insular), la Iglesia de Santa Ana (Église de Sainte-Anne) en Hanaiapa, la Iglesia de Nuestra Señora de Lourdes (Église de Notre-Dame-de-Lourdes) en Hanapaaoa, la Iglesia de San José (Église de Saint-Joseph) en Nahoe, la Iglesia del Sagrado Corazón (Église du Sacré-Cœur) en Puamau, y la Iglesia de Nuestra Señora del Sagrado Corazón (Église de Notre-Dame du Sacré-Cœur) en Taaoa.
Según la mitología de la antigua religión local, los dioses crearon las Marquesas como su hogar. Por ello, todas las islas tienen nombres relacionados con la construcción de una casa: Hiva Oa significa cresta larga.

## Economía

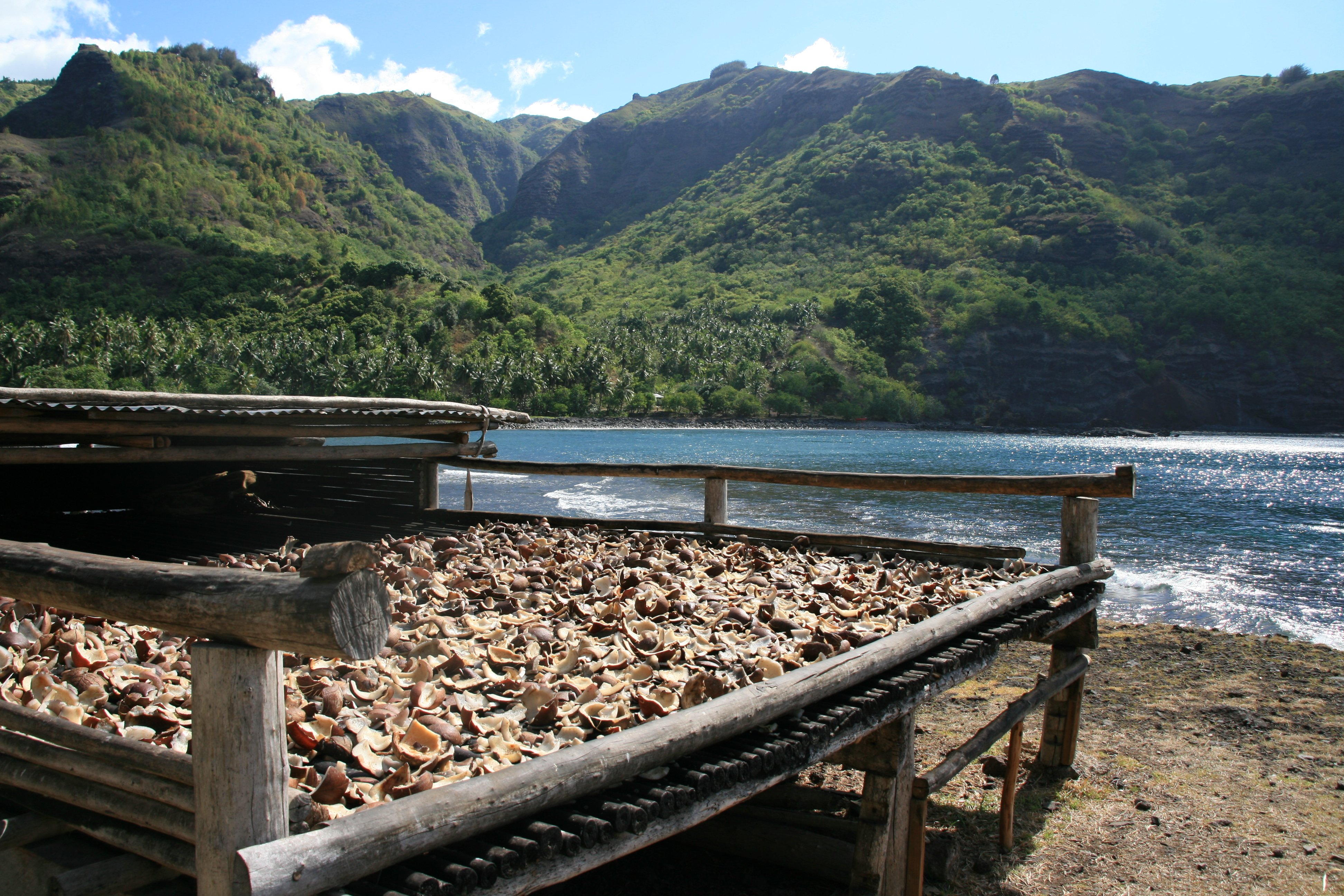
Secado de copra en el pueblo de Hanaiapa, isla de Hiva Oa, Islas Marquesas

La agricultura de subsistencia, una combinación de pesca, cría de cerdos y pollos, y el cultivo de productos básicos como el fruto del pan, el coco, el ñame, el taro, las batatas y los plátanos, sigue siendo la base de la economía de la isla. Parte de la copra se cultiva para la exportación. El turismo ha existido hasta ahora sólo en pequeña medida, pero es económicamente importante, ya que de otro modo hay pocos puestos de trabajo en la isla. La moneda es (todavía) el franco CFP, que está vinculado al euro.

## Infraestructura
Los asentamientos sólo están parcialmente conectados por carreteras asfaltadas. Como las existentes también son empinadas y sinuosas, el medio de transporte preferido entre los pueblos sigue siendo el barco. El oeste y el interior montañoso de la isla están en gran parte sin desarrollar.
El aeródromo, con una pista asfaltada de 1.250 m (código OACI: NTMN, código IATA: HIX), está situado en la meseta de Tepuna, al noreste de Atuona, y está conectado con el pueblo por una carretera sinuosa.
Atuona cuenta con una infraestructura bastante moderna, con un hospital, un consultorio médico y odontológico, una oficina de correos (con teléfono satelital), un banco (con cajero automático), una estación de la Gendarmería nacional, un tribunal, escuelas con preescolar (école maternelle et primaire) y una escuela secundaria (el Collège Sainte Anne), así como una iglesia católica y otra protestante. Para las necesidades turísticas, hay un hotel y pequeñas pensiones privadas, así como restaurantes y bares.
Los cruceros más grandes también pueden entrar en la bahía de Atuona. Sin embargo, suelen estar anclados y los pasajeros son desembarcados. Los barcos de abastecimiento regulares hacia/desde Tahití atracan en el muelle del puerto.

## Turismo

### Lugares de interés
El pueblo de Puamau está a 45 km de Atuona (dos horas y media de viaje por una carretera empinada y sinuosa). En las afueras del pueblo hay una gran plataforma ceremonial, que se dice que es el lugar de enterramiento de la reina Vahine Titoiani. Hay grandes tikis de piedra tallados en dos esquinas de la plataforma.

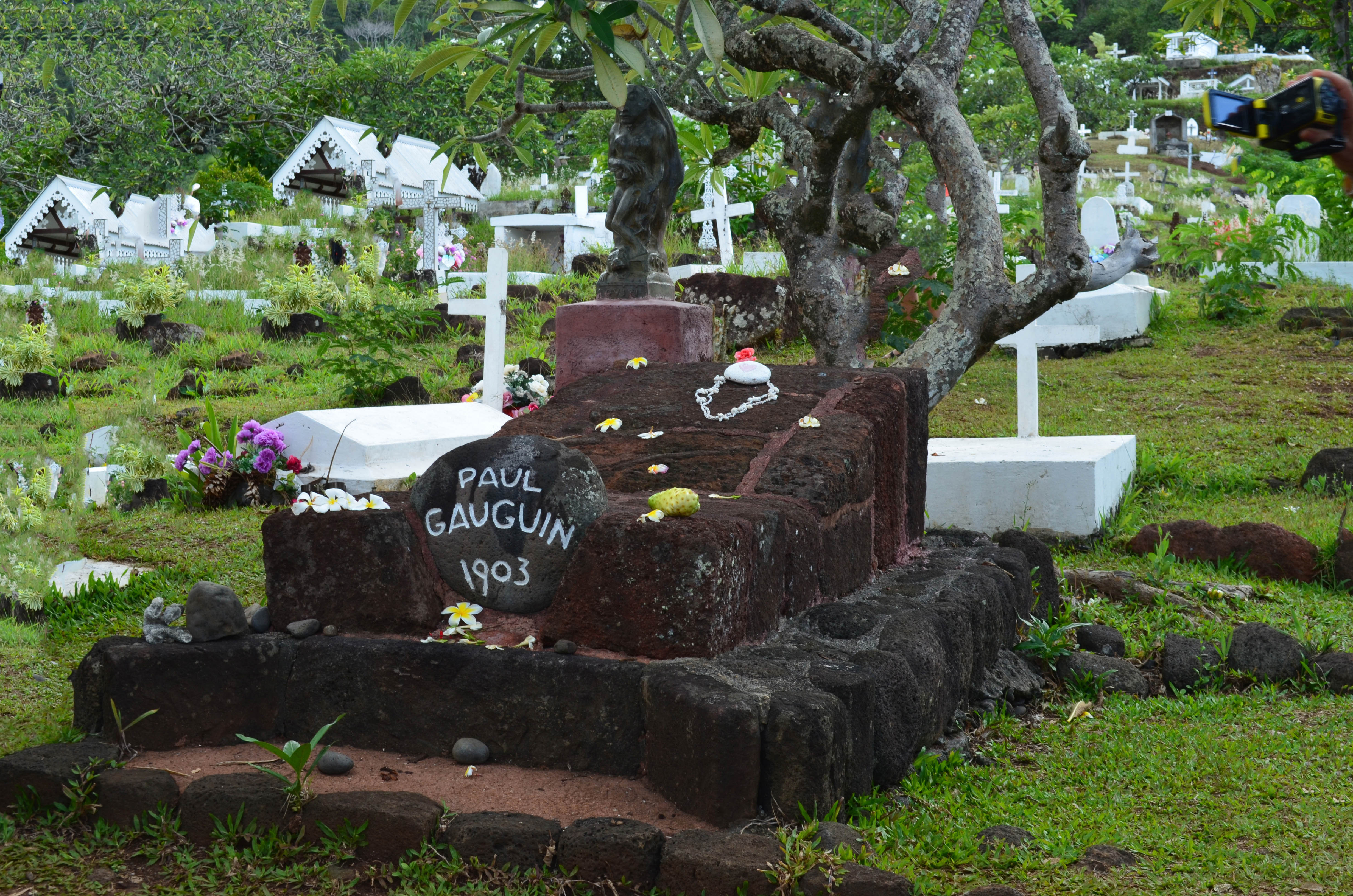
Tumba de Paul Gauguin

En el valle de Puamau, a unos dos kilómetros de la costa, se encuentra Ipona (antes: Oipona), el mayor y más importante emplazamiento histórico de las Marquesas. El valle perteneció en su día a la influyente tribu naiki, que también controlaba la región de Atuona. Después de que los Naiki capturaran y consumieran al jefe de la tribu vecina, Tio'o, los clanes del distrito de Hanapaaoa se vengaron y acabaron con los Naiki. Los vencedores erigieron un tapu sobre Ipona e instalaron tikis. Tras la introducción del cristianismo, el lugar de culto cayó en desgracia.
El Marae Takii, que ahora está bien restaurado y consta de tres terrazas superpuestas, se encuentra al pie de un escarpado acantilado e incluye 8 estatuas y cabezas ciclópeas de piedra. La más grande es Tiki Takai'i, el espíritu guardián del valle, con 2,43 metros. Sin embargo, la obra de arte más interesante es la figura Maki'i Taua Pepe, única en toda la región de los Mares del Sur, que, según Karl von den Steinen, médico y etnólogo, muestra a una sacerdotisa o diosa dando a luz. Según Thor Heyerdahl, que visitó Hiva Oa en 1937, la estatua no se parece a una mujer dando a luz, sino "más bien a un animal nadando", y la comparó con dos esculturas del "dios caimán" de la cultura de San Agustín. v.d. La interpretación de Steinen de una mujer en parto se contradice por el hecho de que la base surgió de la región del ombligo y no de los lomos. Se enteró por sus informantes de que la estatua llevaba mucho tiempo tumbada de espaldas en un matorral y que sólo había sido erigida "recientemente". Otro lugar notable se encuentra en el valle del río Vustín.
Además destaca el valle de Taaoa, al oeste de Atuona, este sector está repleto de enormes bayanes, cocoteros, Barringtonia asiatica de veinte metros de altura, muchos árboles del pan, mangos y castañas de Tahití. Entre la densa maleza, es difícil distinguir la mayor parte de la casa y las plataformas ceremoniales repartidas en una superficie de 3 ha, ya que se ha excavado poco y apenas se ha restaurado nada. El valle de Taaoa pertenecía a la esfera de influencia de la poderosa tribu Tiu, que desempeña un papel central en los mitos tradicionales de Hiva Oa. Los edificios erigidos fueron correspondientemente numerosos y representativos. En el centro hay una tohua, la más grande de las Marquesas. Un gran tiki se encuentra en la plaza y una cabeza de piedra en una de las plataformas ceremoniales. Se han encontrado terrazas de cultivo para el taro en las proximidades del asentamiento. Ralph Linton exploró este lugar como parte de su expedición a las Marquesas, 1920/21, organizada por el Museo Bishop.

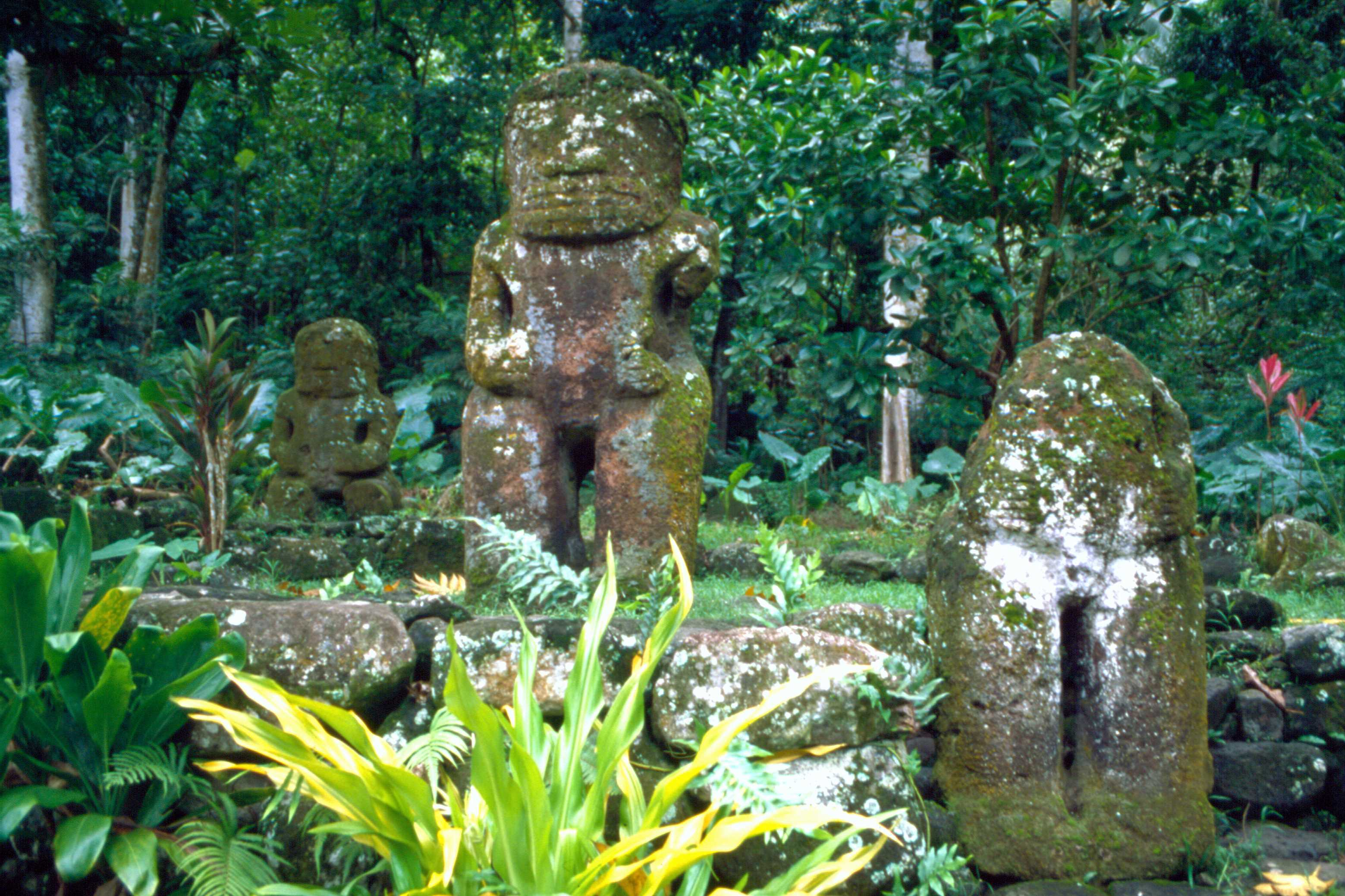
Marae Takii

El valle de Eiaone, al oeste de Puamau, es conocido por sus singulares y particularmente expresivos petroglifos en semirrelieve. Sin embargo, la mayoría de ellos están cubiertos por una densa vegetación. Hay otros petroglifos, imágenes de piedra y plataformas en los valles de Tahauku y Punae (Punai) al este de Atuona.
El centro cultural de Atuona dedicado al pintor Paul Gauguin sólo muestra copias de sus cuadros, pero documenta su vida en los Mares del Sur. Su casa, que estaba justo al lado, ha sido reconstruida. En el proceso se encontró un pozo en desuso en el que los posteriores habitantes se habían deshecho de los objetos personales del pintor, entre ellos un peine y un cepillo de dientes, jarras de vino, botellas de absenta vacías, una jeringuilla de morfina y bálsamo de tigre.
También hay algunos recuerdos de Jacques Brel en Atuona. En 2003 se construyó un hangar especialmente para su Beechcraft D 50 Twin-Bonanza con el nombre de "Jojo", que ha sido restaurado entretanto. También se exponen aquí fotos y documentos de la estancia de Brel en los Mares del Sur durante varios años. Un monumento a Jacques Brel ha sido erigido en un mirador en la carretera del aeropuerto.
En el pintoresco cementerio del Calvario (Cimetière Calvaire), situado por encima de Atuona, se encuentran las tumbas de Gauguin y de Brel. A veces se duda de que ésta sea la verdadera tumba de Gauguin; se dice que fue enterrado sin nombre y en algún lugar de la selva. El cementerio es un mirador muy visitado, que ofrece una vista impresionante de la bahía de Taaoa.